# Колбасино (Кувшиновский район)
Колба́сино — деревня в Кувшиновском районе Тверской области России. Относится к Большекузнечковскому сельскому поселению.
Находится на реке Таложенка в 16 км районного центра Кувшиново, рядом деревня Велеможье.
Население по переписи 2002 года — 8 человек, 3 мужчин, 5 женщин.

## История
Название деревни могло произойти от слова колбаса, но скорее от слова колбасить, которое означало: 1. колдовать; 2. озорничать, куролесит.
Во второй половине XIX — начале XX века деревня Колбасино входила в Бараньегорскую волость Новоторжского уезда Тверской губернии. В 1884 году — 33 двора, 166 жителей.
В 1940 году Колбасино в составе Бараньегорского сельсовета Каменского района Калининской области.
В 1997 году — 6 хозяйств, 9 жителей.